# Charles Meryon

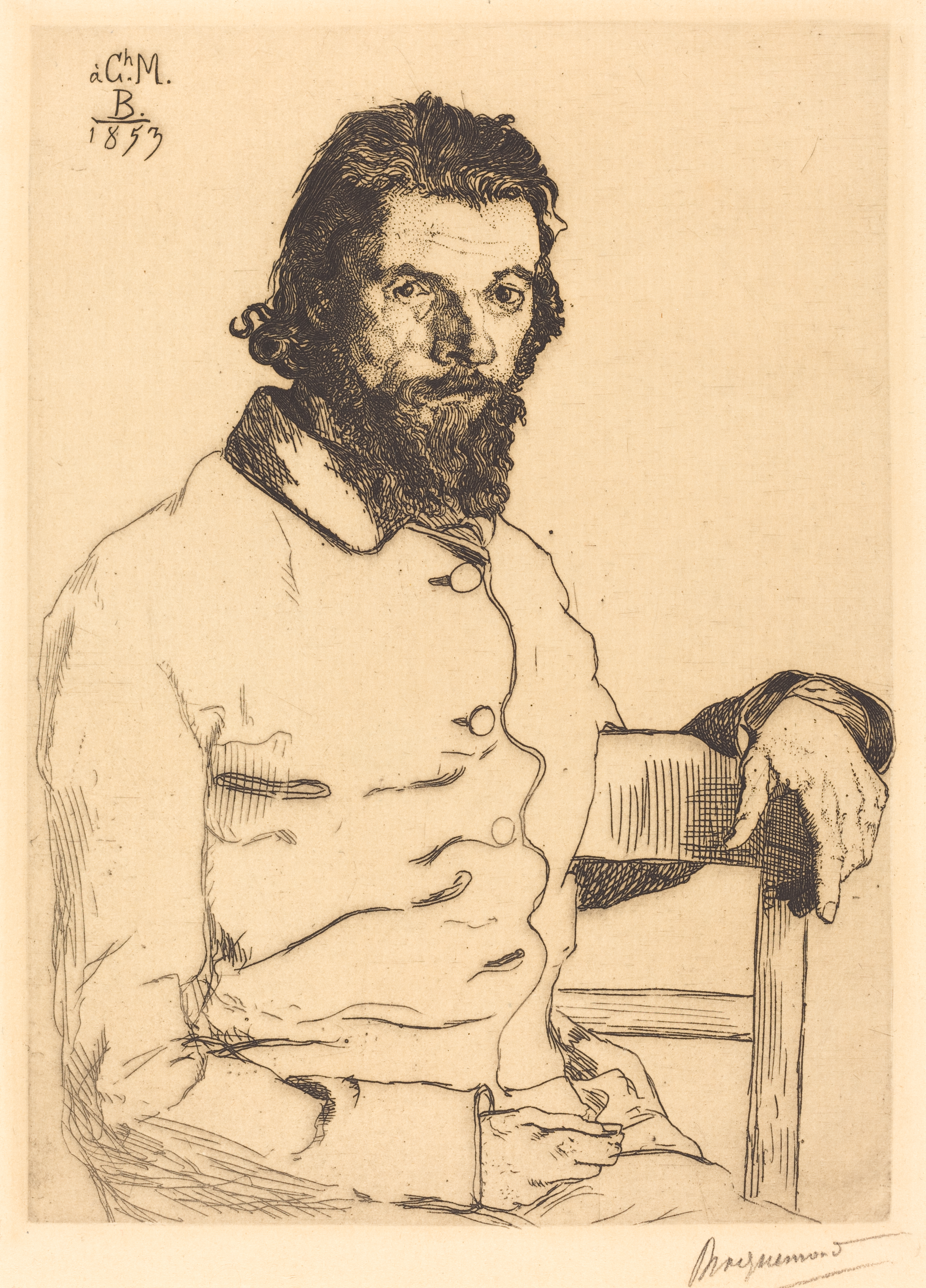
Porträt Meryons, 1853, Radierung von Félix Bracquemond

Charles Meryon (auch Charles Méryon; * 23. November 1821 in Paris; † 17. Februar 1868 in Charenton-le-Pont, Département Val-de-Marne) war ein französischer Radierer.

## Leben
Meryon war der uneheliche Sohn von Pierre-Narcisse Chaspoux, genannt „Gentil“, einer ehemaligen Operntänzerin, und dem britischen Arzt und Reiseschriftsteller Charles Lewis Meryon. Bei seiner Geburt wurde er unter dem Namen Charles Chaspoux eingetragen, aber 1824 erkannte ihn sein Vater offiziell an. Er interessierte sich für die Marine und bestand im Oktober 1837 die Prüfung an der École navale. Erst bei seiner Einschreibung in der Schule erfuhr er, dass er ein unehelicher Sohn war. Nach dem Abschluss der Schule ging er an Bord des Schiffes Alger und heuerte anschließend auf der Montebello an. Im Jahr 1842 war er Fähnrich an Bord der Korvette Le Rhin und bereiste die Welt. Erst 1846 kehrte er nach Frankreich zurück. Während seiner Reise fertigte er zahlreiche Zeichnungen und Skizzen an.
1847 wurde ihm aus gesundheitlichen Gründen ein sechsmonatiger Urlaub gewährt, nach dessen Ablauf er im Rang eines Fähnrichs aus der Marine ausschied, um sich künstlerischen Studien zu widmen. Dabei stellte er fest, dass er farbenblind war. Er verzichtete auf die Malerei und wandte sich der Radierung zu. Charles Meryon war einer der ersten Künstler des 19. Jahrhunderts, der ausschließlich als Radierer gearbeitet hat. Er lernte die Technik unter der Anleitung von Eugène Bléry (1805–1886), der als Maler dem Stil der Schule von Barbizon nahe stand.
Charles Meryon litt unter erheblichen psychischen Problemen wie Depressionen und Verfolgungswahn. Er war abergläubisch und begeisterte sich für okkulte Wissenschaften. So tragen seine Radierungen gelegentlich kryptische Zeichen. Aufgrund seiner psychischen Störungen wurde er ab 1858 in das Hospiz zu Charenton eingewiesen, wo er 1868 starb. Er wurde daher auf dem Friedhof von Saint-Maurice beigesetzt.
Seine Schülerin und Assistentin war die Künstlerin Gabrielle Niel (1831–1919), mit deren Vater Meryon befreundet war und die später selbst mit Radierungen bekannt wurde.

## Werk
Charles Meryon ist vor allem für seine Ansichten von Paris bekannt. Wie viele seiner Zeitgenossen war er bestrebt, das mittelalterliche Paris, das durch die Stadtplanungen von Georges-Eugène Haussmann zunehmend verschwand, festzuhalten.
Meryons Stil zeichnet sich durch einen sehr detaillierten, festen, präzisen Strich aus und durch kontrastreiche Anlage der Flächen. Die topografischen Ansichten, die er mithilfe einer Camera Lucida aufzeichnete, wurden für die Radierungen neu zusammengesetzt, um den monumentalen Charakter zu betonen oder eine dramatische Stimmung zu erzeugen.
Er schuf zahlreiche Zustandsdrucke seiner Platten, die er immer wieder (bis zu einem dutzendmal, wie bei „Le pont au Change“) überarbeitete, indem er die Dunkelheiten vertiefte und Details hinzufügte. Im Zuge dessen tauchte Fantastisches und Übernatürliches in seinen Bildern auf. Meryon bevölkerte den Himmel seiner Pariser Ansichten mit fliegenden Figuren und Ballons, die bei der Herstellung der für den Handel bestimmten Auflage meist wieder entfernt wurden.
Victor Hugo, die Brüder Goncourt und Charles Baudelaire brachten unter anderem ihre Bewunderung für Meryons Radierungen zum Ausdruck. Baudelaire, der 1859 auf Meryons Werke aufmerksam wurde, traf sich im darauffolgenden Jahr mit dem Künstler, um gemeinsam eine Sammlung Radierungen mit Ansichten von Paris zu erstellen, für die er kurze Gedichte verfassen wollte. Meryons Krankheit verhinderte jedoch, dass das Projekt verwirklicht wurde.

Radierungen von Charles Meryon
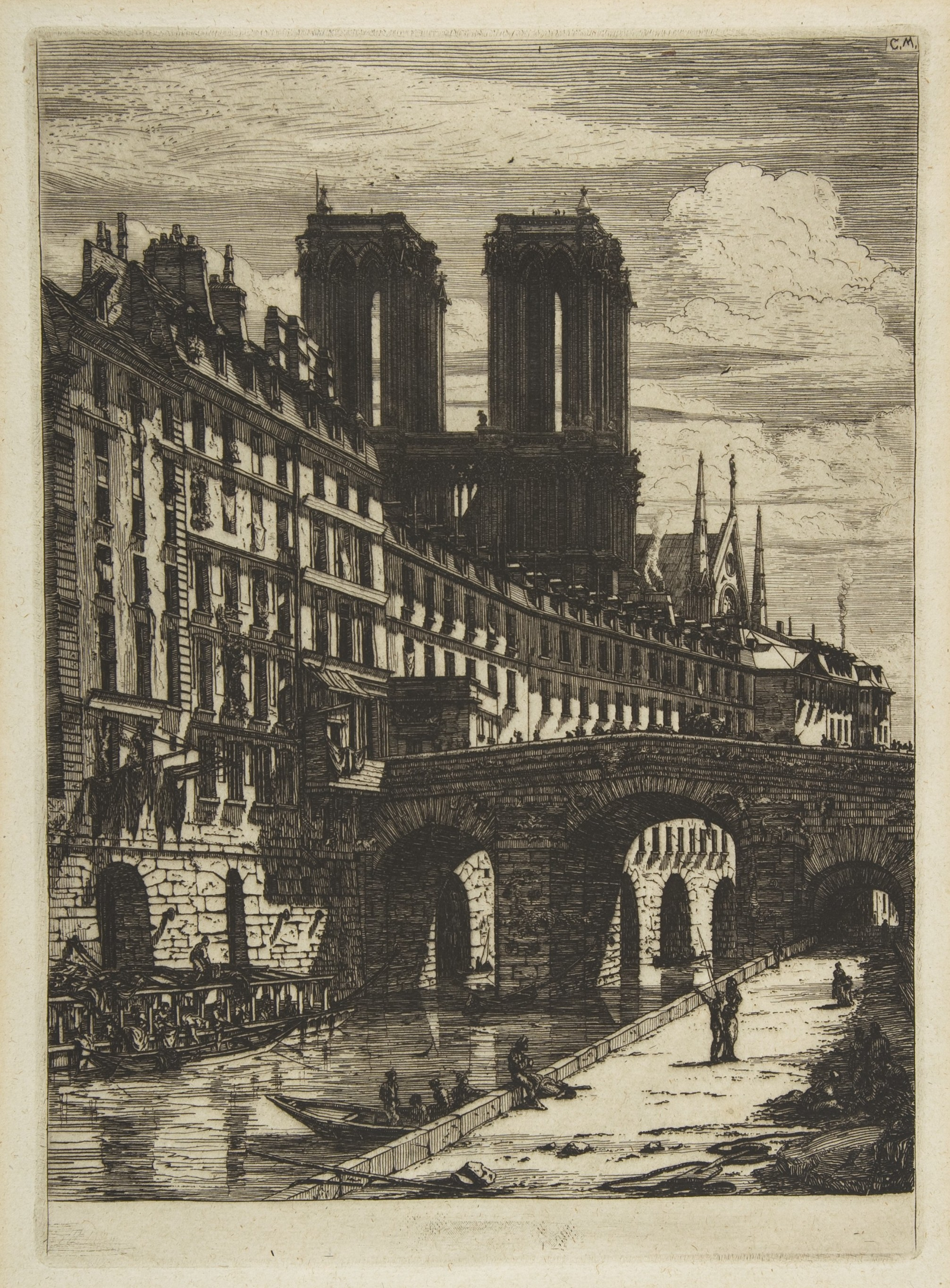
Le Petit Pont, 1850, Metropolitan Museum of Art, New York.
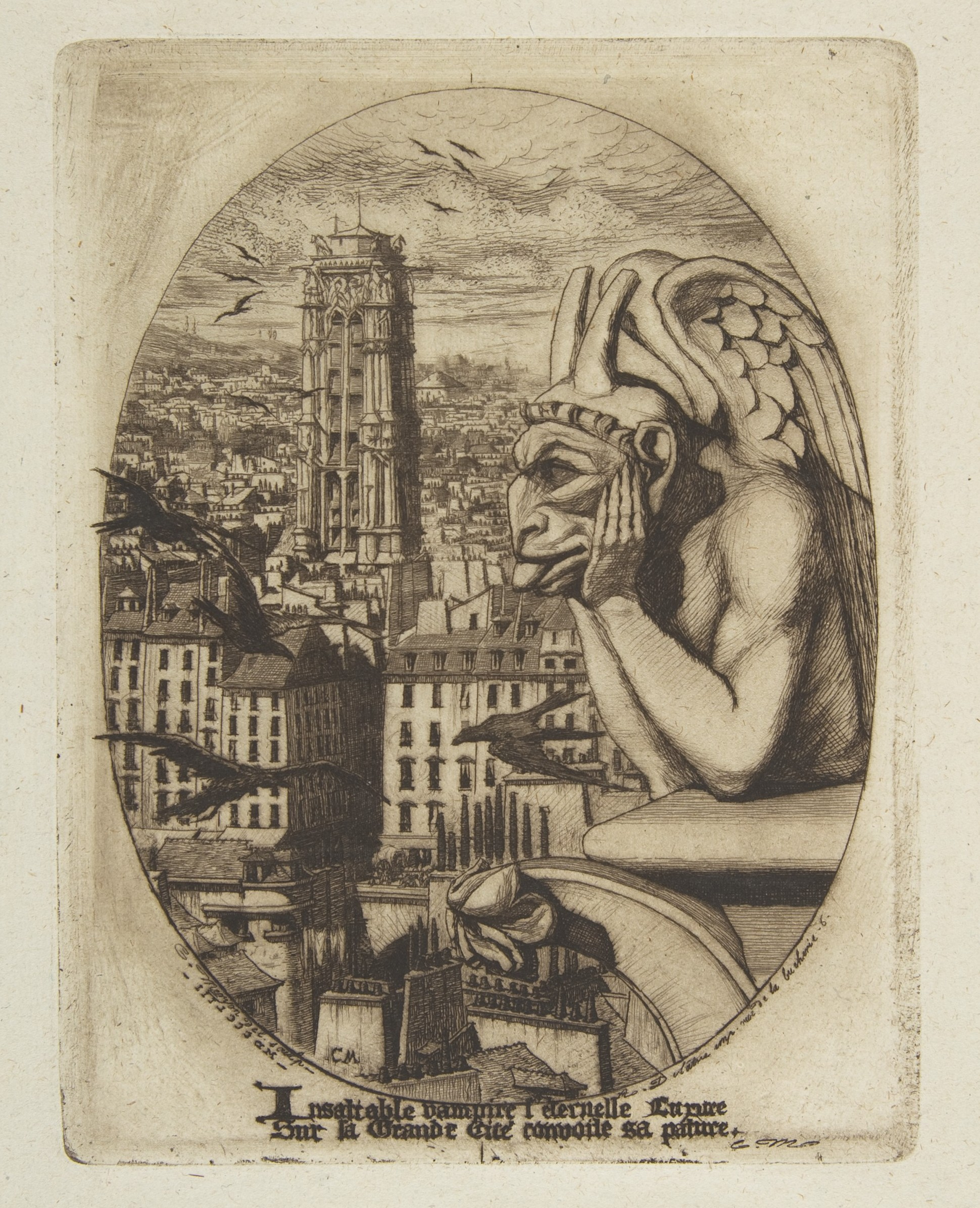
Le Stryge, 1853, Metropolitan Museum of Art, New York.
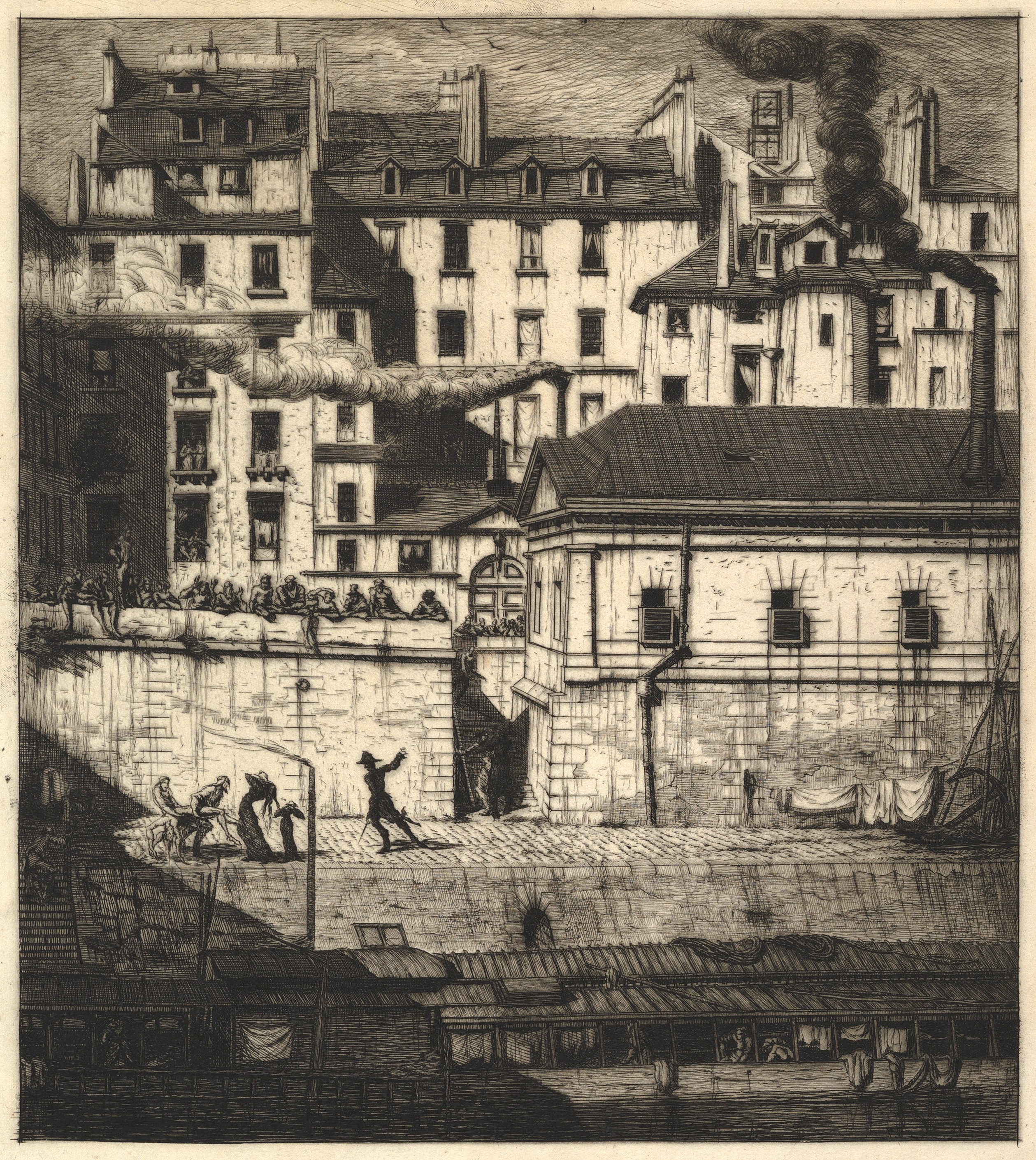
La Morgue, 1854, Metropolitan Museum of Art, New York.